# Lijst van feministen
Dit is een lijst van feministen die zijn beschreven in een artikel op de Nederlandstalige Wikipedia. Ze zijn eerst per land en dan op alfabet ingedeeld.

## Afghanistan
- Malalai Joya (1978)
- Sima Samar (1957)
- Aryana Sayeed (1985)
- Soraya Tarzi (1899–1968)
- Zakia Zaki (±1972–2007)

## Algerije
- Habiba Djahnine (1968)
- Salima Ghezali (1958)
- Zoulikha Tahar (1992)

## Argentinië
- Ana Falú (1947)
- Silvina Ocampo (1903–1993)
- Victoria Ocampo (1890–1979)
- María Rosa Oliver (1898–1977)
- Elena Reynaga (1953)
- María Elena Walsh (1930–2011)

## Armenië
- Lara Aharonian (1972)

## Australië
- Edith Cowan (1861–1932)
- Miles Franklin (1879–1954)
- Germaine Greer (1939)
- Henrietta Dugdale (1827–1918)
- Zara Kay (1992)
- Dora Montefiore (1851–1933)
- Ruby Payne-Scott (1912–1981)
- Helen Reddy (1941–2020)

## Bangladesh
- Asif Mohiuddin (1984)
- Taslima Nasreen (1962)

## België
- Margriet Baers (1889–1922)
- Maria Baers (1883–1959)
- Isabelle Blume (1892–1975)
- Lily Boeykens (1930–2005)
- Jane Brigode (1870–1952)
- Serge Brisy (1886–1965)
- Victoire Cappe (1886–1927)
- Emilie Claeys (1855–1943)
- Françoise Collin (1928–2012)
- Marguerite Coppin (1867–1947)
- Mireille Cottenjé (1933–2006)
- Céline Dangotte (1883–1975)
- Heleen Debruyne (1988)
- Zoë de Gamond (1806–1854)
- Roza de Guchtenaere (1875–1942)
- Marthe de Kerchove de Denterghem (1877–1956)
- Marie Delcourt (1891–1979)
- Lieve Denys (1922–2012)
- Ida Dequeecker (1943)
- Marguerite De Riemaecker-Legot (1913–1977)
- Augustine De Rothmaler (1859–1942)
- Chantal De Smet (1945)
- Denise De Weerdt (1930–2015)
- Claire Duysburgh (1899–1980)
- Sonja Eggerickx (1947)
- Hilde Frateur (1960)
- Isabelle Gatti de Gamond (1839–1905)
- Nadia Geerts (1969)
- Yvonne George (1896–1930)
- Celia Groothedde (1977)
- Helima Guerra (????)
- Luce Irigaray (1930)
- Marie Janson (1873–1960)
- Léonie Keingiaert de Gheluvelt (1885–1966)
- Léonie La Fontaine (1857–1949)
- Rita Lejeune (1906–2009)
- Rosine Lewin (1920–2010)
- Mathilde Mayer (1855–1926)
- Louise Mayart (1855–1937)
- Rita Mulier (1934)
- Lydie Neufcourt (1955)
- Irène Pétry (1922–2007)
- Louise Popelin (1850–1937)
- Marie Popelin (1846–1913)
- Cecile Rapol (1938)
- Elizabeth Sneyers (1913–1998)
- Simone Susskind (1947)
- Fauzaya Talhaoui (1969)
- Suzanne Tassier (1898–1956)
- Monika Triest (1941)
- August Vandekerkhove (1838–1923)
- Elisabeth Van de Vyvere-Plasky (1865–1944)
- Isala Van Diest (1842–1916)
- Marijke Van Hemeldonck (1931)
- Renée Van Mechelen (1946–2007)
- Monika van Paemel (1945)
- Éliane Vogel-Polsky (1926–2015)
- Marcelle Werbrouck (1889–1959)

## Bolivia
- Lidia Gueiler Tejada (1921–2011)

## Brazilië
- Anitta (1993)
- Marielle Franco (1979–2018)
- Sônia Guajajara (1974)
- Elza Soares (1930–2022)
- Célia Xakriabá (1990)

## Burkina Faso
- Hortence Lougué (????)

## Canada
- Margaret Atwood (1939)
- Agnes Marion Ayre[noot 1] (1890-1940)
- Samantha Bee (1969)
- Shulamith Firestone (1945–2012)
- Ursula Franklin (1921–2016)
- Irshad Manji (1968)
- Nellie McClung (1873–1951)
- Emily Murphy (1868–1933)
- Armin Navabi (1983)
- Susan Reynolds Crease (1855–1947)
- Anita Sarkeesian (1984)
- Jean Smith (1959)
- Justin Trudeau (1971)

## Chili
- Gabriela Mistral (1889–1957)

## China
- He Yin Zhen (1884–1920)
- Kang Tongbi (1881–1969)
- Qiu Jin (1875–1907)
- Wei Tingting (±1989)

### Taiwan
- Annette Lu (1944)

## Colombia
- Patricia Ariza (1948)

## Cuba
- Ana Mendieta (1948–1985)
- Haydée Santamaría (1922–1980)

## Denemarken
- Tagea Brandt (1847–1882)
- Sophie Holten (1858–1930)
- Vilhelmine Møller (1845–1936)
- Leonora Christina Skov (1976)

### Faeröer
- Liffa Gregoriussen (1904–1992)

## Duitsland
- Marie Adam-Doerrer (1838–1908)
- Heinrich Cornelius Agrippa von Nettesheim (1486–1535)
- Seyran Ateş (1963)
- Anita Augspurg (1857–1943)
- Emmi Bloch (1887–1978)
- Hedwig Dohm (1831–1919)
- Friedrich Engels (1820–1895)
- Christiane Ensslin (1939–2019)
- Gudrun Ensslin (1940–1977)
- Shere Hite (1942–2020)
- Ivana Hoffmann (1995–2015)
- Clara Immerwahr (1870–1915)
- Else Lüders (1873–1948)
- Marie-Elisabeth Lüders (1878–1966)
- Theodor Reuß (1855–1923)
- Hannelore Schröder (1935)
- Elisabeth Schüssler Fiorenza (1938)
- Alice Schwarzer (1942)
- Margarethe Selenka (1860–1922)
- Johanna Tesch (1875–1945)
- Clara Zetkin (1857–1933)

## Egypte
- Karim Amer (1984)
- Qasim Amin (1863–1908)
- Aliaa Elmahdy (1991)
- Mona Eltahawy (1967)
- Samira Ibrahim (1986)
- Bothaina Kamel (1968)
- Nawal el Saadawi (1931–2021)
- Jehan Sadat (1933–2021)
- Huda Sha'arawi (1879–1947)
- Yara Sallam (1985)

## El Salvador
- Sara García Gross (1986)
- Morena Herrera (1960)
- Maria Teresa Rivera (1983)

## Ethiopië
- Bogaletch Gebre (1960–2019)

## Filipijnen
- Pura Villanueva-Kalaw (1886–1954)

## Finland
- Lucina Hagman (1853–1946)
- Tiina Rosenberg (1958)

## Frankrijk
- Fadéla Amara (1964)
- Hubertine Auclert (1848–1914)
- Élisabeth Badinter (1944)
- Simone de Beauvoir (1908–1986)
- Maria Teresa van Bourbon-Parma (1933–2020)
- Hélène Cixous (1937)
- Thérèse Clerc (1927–2016)
- Eugénie Cotton (1881–1967)
- Marie Dentière (1495–1561)
- Virginie Despentes (1969)
- Marguerite Durand (1864–1936)
- Marguerite Duras (1914–1996)
- Nadia El Fani (1960)
- Amanda Filipacchi (1967)
- Caroline Fourest (1975)
- Olympe de Gouges (1748–1793)
- Marie le Jars de Gournay (1565–1645)
- Benoîte Groult (1920–2016)
- Pauline Harmange (1994)
- Julia Kristeva (1941)
- Claire Lacombe (1765-1826)

- Pauline Léon (1768–1838)
- Jeanne Loiseau (1854–1921)
- Madame Dupin (1706–1799)
- Suzanne Noël (1878–1954)
- Madeleine Pelletier (1874–1939)
- Charlotte Perriand (1903–1999)
- Christine de Pizan (±1364/1365–±1430)
- François Poullain de La Barre (1647–1723)
- Sandrine Rousseau (1972)
- Nelly Roussel (1878–1922)
- Clémence Royer (1830–1902)
- Marlène Schiappa (1982)
- Séverine (1855–1929)
- Évelyne Sullerot (1924–2017)
- Anne-Josèphe Théroigne de Méricourt (1762–1817)
- Flora Tristan (1803–1844)
- Maria Vérone (1874–1938)
- Camille Vidart (1854–1930)
- Marguerite de Witt-Schlumberger (1853–1924)
- Monique Wittig (1935–2003)

## Georgië
- Maro Makasjvili (1901-1921)
- Kato Mikeladze (1878-1942)
- Kristine Sjarasjidze (1887-1973)
- Eleonora Ter-Parsegova-Machviladze (1875-?)

## Guatemala
- Norma Cruz (1962)
- Otilia Lux (1949)

## Ierland
- Maud Gonne (1866–1953)
- Eva Gore-Booth (1870–1926)
- Helena Molony (1883–1967)
- Kathleen Lynn (1874–1955)
- Constance Markievicz (1868–1927)
- Sinéad O'Connor (1966–2023)
- Frances Power Cobbe (1822–1904)
- Mary Robinson (1944)
- Francis Sheehy-Skeffington (1878–1916)
- Hanna Sheehy-Skeffington (1877–1947)
- Ailbhe Smyth (1946)

## India
- K.K. Usha (1939–2020)
- Rameshwari Nehru (1886–1966)
- Gita Sahgal (1956/1957)

## Indonesië
- Suwarsih Djojopuspito (1912–1977)
- Kartini (1879–1904)
- Marianne Katoppo (1943–2007)
- Dewi Sartika (1884–1947)
- Twie Tjoa (1943)
- Maria Ullfah Santoso (1911–1988)

## Irak
- Hanaa Edwar (1946)

## Iran
- Mina Ahadi (1956)
- Parvin Ardalan (1967)
- Shirin Ebadi (1947)
- Zahra Eshraghi (1964)
- Parvaneh Mafi (1958)
- Maryam Namazie (1966)
- Armin Navabi (1983)
- Farrokhroo Parsa (1922–1980)
- Mardjan Seighali (1946)
- Sussan Tahmasebi (????)
- Táhirih (1814/1820–1852)

## Israël
- Sjoelamit Aloni (1928–2014)
- Zehava Gal-On (1956)
- Tal Ilan (1956)
- Michal Rozin (1969)
- Chana Safrai (1946–2008)
- Yona Wallach (1944–1985)

## Italië
- Angelica Balabanova (1875/1878–1965)
- Rosi Braidotti (1954
- Laura Cereta (1469–1499)
- Silvia Federici (1942)

## Jamaica
- Amy Bailey (1895–1990)

## Japan
- Mieko Kawakami (1976)
- Megumi Igarashi (1972)
- Tsuda Umeko (1864–1929)
- Murasaki Yamada (1948–2009)
- Yūko Tsushima (1947–2016)

## Kenia
- Josephine Kulea (1984)
- Lupita Nyong'o (1983)

## Maleisië
- Zainah Anwar (1954)

## Marokko
- Fatima Mernissi (1940–2015))

## Mauritanië
- Aminetou Mint El-Moctar (1956)

## Mexico
- Lydia Cacho (1963)
- Elvia Carrillo Puerto (1878–1968)
- Juana Inés de la Cruz (1648/1651–1695)
- Rosario Ibarra (1927–2022)
- Frida Kahlo (1907–1954)
- Marcela Lagarde (1948)
- Patricia Mercado (1957)
- Consuelo Morales Elizondo (1948)
- Antonieta Rivas Mercado (1900–1931)
- Andrea Villarreal (1881–1963)

## Nederland
- Ariane Amsberg (1930–2016)
- Hedy d'Ancona (1937)
- Heleen Ankersmit (1869–1944)
- Marie Jeanette Baale (1875–1947)
- Anneke van Baalen (1937–1997)
- Elize Baart (1854–1879)
- Lucretia Jacoba Baart (1850–1932)
- Josephine Baerveldt-Haver (1868–1945)
- Betsy Bakker-Nort (1874–1946)
- Christine Bakker-van Bosse (1884–1973)
- Frederike van Balen-Klaar (1861–1952)
- Nel van Beek (1933–2009)
- Florence van Beek (1885–1949)
- Meta van Beek (1920–2021)
- Emmy Belinfante (1875–1944)
- Mathilde Berdenis van Berlekom (1862–1952)
- Jeanne van den Bergh van Eysinga-Elias (1880–1957)
- Hannah van Biema-Hijmans (1864–1937)
- Margreet de Boer (1964)
- Corinne Marie Louise van Boetzelaer (1912–2011)
- Maria Boissevain-Pijnappel (1870–1950)
- Mies Boissevain-van Lennep (1896–1965)
- Elisabeth Boissevain (1864–1906)
- Mia Boissevain (1878–1959)
- Riet Bons-Storm (1933)
- Henriette van Loenen-de Bordes (1853–1934)
- Winnifred Bosboom (1929–2023)
- Jeltje de Bosch Kemper (1836–1916)
- Anna Maria Gesina Bosscha (1826–1914)
- Henriette Frederica Bosscha (1831–1912)
- Maria Bouwmeester (1885–1956)
- Nouchka van Brakel (1940)
- E.J. van den Broecke-de Man (1898–1998)
- Asha ten Broeke (1983)
- Miel Coops-Broese van Groenou (1876–1966)
- Alida Brons (1878–1955)
- Janie Lever-Brouwer (1893–1979)
- Carla Brünott (1938–2017)
- Andreas Burnier (1931–2002)
- Gon Buurman (1939–2023)
- Elise van Calcar (1822–1904)
- Jacoba Elisabeth Calisch (1865–1936)
- Theodora van Campen-Doesburg (1853–1930)
- Mienette van der Chijs (1814–1895)
- Joceline Clemencia (1952–2011)
- Mathilde Cohen Tervaert-Israëls (1864–1945)
- Grietje Cohen (1862–1922)
- Hendrina Commelin (1843–1917)
- Miel Coops-Broese van Groenou (1876–1966)
- Noor van Crevel (1929–2019)
- Ada Crone (1893–1996)
- Geert ten Dam (1958)
- Milou Deelen (1995)
- An Dekker (1931–2012)
- Catherina Geertruida Doijer (1858–1913)
- Caroline van Dommelen (1874–1957)
- Jeanne Doomen (1950)
- Lizzy van Dorp (1872–1945)
- Renate Dorrestein (1954–2018)
- Eduard Douwes Dekker (1820–1887)
- Elma Drayer (1957)
- Cisca Dresselhuys (1943)
- Wilhelmina Drucker (1847–1925)
- Linda Duits (1976)
- Dientje Dull (1854–1941)
- Louise van Eeghen (1884–1979)
- Bertha Elias (1889–1933)
- Evelien Eshuis (1942)
- Elsbeth Etty (1951)
- Bloeme Evers-Emden (1926–2016)
- Geesje Feddes (1831–1882)
- Harriët Freezer (1911–1977)
- Annemarie Goedmakers (1948)
- Reinoudina de Goeje (1833–1893)
- Wil van Gogh (1862–1941)
- Hylkje Goïnga (1930–2001)
- Jenny Goldschmidt (1950)
- Tanya van Gool (????)
- Suze Groeneweg (1875–1940)
- Hanneke Groenteman (1939)
- Diderica Cornelia de Groot (1854–1925)
- Kee Groot (1868–1934)
- Suze Groshans (1863–1944)
- Trien de Haan-Zwagerman (1891–1986)
- Elise Haighton (1841–1911)
- Catharina Halkes (1920–2011)
- Stella Hartshalt-Zeehandelaar (1874–1936)
- Theodore Haver (1856–1912)
- P. van Heerdt tot Eversberg-Quarles van Ufford (1862–1939)
- Ida Heijermans (1866–1943)
- Mathilde ter Heijne (1969)
- Henriëtte Heineken-Daum (1861–na 1927)
- Marie Heinen (1881–1948)
- Jeanne Henriquez (1946)
- Petronella Heringa (1847–1905)
- Jacqueline Hillen (1894–1946)
- Ayaan Hirsi Ali (1969)
- Anna van Hogendorp (1841–1915)
- Mariane van Hogendorp (1834–1909)
- Truus Hogerzeil (1876–1922)
- Wim Hora Adema (1914–1998)
- Anna van der Horst (1735–1785)
- Marli Huijer (1955)
- Maria Aletta Hulshoff (1781–1846)
- Margaretha Hundt (1931–1998)
- Charlotte de Huybert (±1622–na 1644)
- Cornélie Huygens (1848–1902)
- Corine Ingelse (1859–1950)
- Jane de Iongh (1901–1982)
- Mien van Itallie-van Embden (1870–1959)
- Ria Jaarsma (1942)
- Wijnie Jabaaij (1939–1995)
- Aletta Jacobs (1854–1929)
- Charlotte Jacobs (1847–1916)
- Trui Jentink (1852–1918)
- Eva Jinek (1978)
- Cécile de Jong van Beek en Donk (1866–1944)
- Nancy Jouwe (1967)
- Marie Jungius (1864–1908)
- Annelien Kappeyne van de Coppello (1936–1990)
- Gertrude Muysken (1855–1920)
- Maviye Karaman Ince (1949)
- Betsy Kerlen (1859–1932)
- Odette Keun (1888–1978)
- Clasina Albertina Kluyver (1884–1974)
- Hilligje Kok-Bisschop (1948)
- Nellie van Kol (1851–1930)
- Ietje Kooistra (1861–1923)
- Martina Kramers (1863–1934)
- Mina Kruseman (1839–1922)
- Henriëtte Kuyper (1870–1932)
- Ellen Laan (1962–2022)
- Laurie Langenbach (1947–1984)
- Jeanne Caroline van Lanschot Hubrecht (1865–1918)
- Selma Leydesdorff (1949)
- Margriet van der Linden (1970)
- Troetje Loewenthal (1944)
- Marie Elise Loke (1870–1916)
- Neeltje Lokerse (1868–1954)
- Aletta Lorentz-Kaiser (1858–1931)
- Angela Maas (1956)
- Wabien Mansholt-Andreae (1874–1966)
- Rosa Manus (1881–1942)
- Lau Mazirel (1907–1974)
- Marian van der Meer (1936–2022)
- Heleen Mees (1968)
- Margaretha Meijboom (1856–1927)
- Maaike Meijer (1949)
- Clara Meijers (1885–1964)
- Marie Mensing (1854–1933)
- Helena Mercier (1839–1910)
- Piet Meuleman (1841–1902)
- Johanna ter Meulen (1867–1937)
- Anja Meulenbelt (1945)
- Henriëtte van der Mey (1850–1945)
- Frederike Meyboom (1871–1971)
- Hermanna Molkenboer-Trip (1851–1911)
- Jacoba Mossel (1859–1935)
- Clara Mulder van de Graaf-de Bruyn (1865–1945)
- Shirin Musa (1977)
- Johanna W.A. Naber (1859–1941)
- Olave Nduwanje Basabose (1984)
- Agnes Nolte (1896–1976)
- Joyce Outshoorn (1944)
- Etta Palm (1743–1799)
- Cisca Pattipilohy (1926)
- Betsy Perk (1833–1906)
- Ankie Peypers (1928–2008)
- Charlotte Polak-Rosenberg (1889–1942)
- Anna Sophia Polak (1874–1943)
- Saskia Poldervaart (1945–2011)
- Willemijn Posthumus-van der Goot (1897–1989)
- Carry Pothuis-Smit (1872–1951)
- Cornelia Ramondt-Hirschmann (1871–1957)
- Cornelia Razoux Schultz-Metzer (1898–1992)
- Catharina van Rees (1831–1915)
- Liesbeth Ribbius Peletier (1891–1989)
- Adèle Rigaud (1924–1967)
- Catharina Agatha Worp-Roland Holst (1854–1934)
- Annie Romein-Verschoor (1895–1978)
- Geertruida Römelingh (1850–1944)
- Renée Römkens (1953)
- Madzy Rood-de Boer (1923–2009)
- Maria Rutgers-Hoitsema (1847–1934)
- Marjan Sax (1947)
- Elisabeth Schadee-Hartree (1914–????)
- Maria Scheltema (1834–1911)
- Ageeth Scherphuis (1933–2012)
- Cobi Schreijer (1922–2005)
- Pijkel Schröder (1934–2000)
- Mardjan Seighali (1964)
- Nahed Selim (1953)
- Cornelia Serrurier (1879–1962)
- Selma Sevenhuijsen (1948)
- Stella Simons (1888–1989)
- Joke Smit (1933–1981)
- Marjo van Soest (1944)
- Karin Spaink (1957)
- Vreneli Stadelmaier (1962)
- Hannemieke Stamperius (1943–2022)
- Florentine Steenberghe-Engeringh (1875–1952)
- Albertine Steenhoff-Smulders (1871–1933)
- Joke Stoffels-van Haaften (1917–1992)
- Sienie Strikwerda (1921–2013)
- Henny de Swaan-Roos (1909–1995)
- Naema Tahir (1970)
- Marie Anne Tellegen (1893–1976)
- Corry Tendeloo (1897–1956)
- Betsy Thung Sin Nio (1902–1996)
- Marie-Louise Tiesinga-Autsema (1945)
- Liede Tilanus (1871–1953)
- Twie Tjoa (1943)
- Hector Treub (1856–1920)
- Catharine van Tussenbroek (1852–1925)
- Titia van der Tuuk (1854–1939)
- Frederike van Uildriks (1854–1919)
- Liesbeth den Uyl (1924–1990)
- Cato Vernée-Schuitemaker (1850–1919)
- Annette Versluys-Poelman (1853–1914)
- Hilda Verwey-Jonker (1908–2004)
- Phili Viehoff (1924–2015)
- Fré Vooys-Bosma (1926–2020)
- Berteke Waaldijk (1957)
- Iteke Weeda (1943)
- Louise Went (1865–1951)
- Magdalena Westerveld (1878–1976)
- Sophie Wichers (1865–1937)
- Clara Wichmann (1885–1922)
- Mies Wiener (1888–1959)
- Welmoet Wijnaendts Francken-Dyserinck (1876–1956)
- Louise Frederike Wijnaendts (1845–1890)
- Wobke Wilmink (1948)
- Jolande Withuis (1949)
- Anna Wolterbeek (1834–1905)
- Mien van Wulfften Palthe-Broese van Groenou (1875–1960)
- Marijke Wuthrich-van der Vlist (1929–2007)
- Nancy Zeelenberg (1903–1986)
- Anna Elizabeth Zuikerberg (1881–1956)
- Codien Zwaardemaker-Visscher (1835–1912)
- Tessel ten Zweege (1998)

## Nicaragua
- Concepción Palacios Herrera (1893-1981)

## Nieuw-Zeeland
- Meri Te Tai Mangakahia (1868–1920)
- Susan Moller Okin (1946–2004)
- Kate Sheppard (1847–1934)
- Marilyn Waring (1952)

## Nigeria
- Chimamanda Ngozi Adichie (1977)
- Aisha Halilu (1971)
- Patience Jonathan (1957)

## Noorwegen
- Mary Barratt Due (1888–1969)
- Anna Bentzen (1862–1953)
- Henriette Bie Lorentzen (1911–2001)
- Ida Blom (1931–2016)
- Deeyah Khan (1977)
- Eva Kolstad (1918–1999)
- Lulli Lous (1870–1963)
- Shabana Rehman Gaarder (1976–2022)
- Hildur Schirmer (1856–1914)
- Amalie Skram (1846–1905)
- Cecilie Thoresen (1858–1911)

## Oekraïne
- Anna Hutsol (1984)
- Olha Kobyljanska (1863–1942)
- Nataliya Kobrynska (1851–1920)
- Inna Shevchenko (1990)

## Oostenrijk
- Waris Dirie (1965)
- Sophie Freud (1924–2022)
- Elfriede Gerstl (1932–2009)
- Elfriede Jelinek (1946)
- Eva Kail (????)
- Rosa Mayreder (1858–1938)
- Martha Tausk (1881–1957)

## Pakistan
- Qandeel Baloch (1990–2016)
- Asma Barlas (????)
- Sarah Haider (1991)
- Zilla Huma Usman (1971–2007)
- Fauzia Ilyas (1989)
- Shabana Rehman Gaarder (1976–2022)

## Palestina
- Waleed Al-Husseini (1989)

## Peru
- Augusta La Torre (1946–1988)

## Polen
- Izabela Jaruga-Nowacka (1950–1943)
- Eva Kotchever (1891–1943)

## Portugal
- Carolina Beatriz Ângelo (1878–1911)
- Sara Benoliel (1898–1970)
- Cesina Bermudes (1908–2001)
- Adelaide Cabete (1867–1935)

## Rusland
- Gluklya (1969)
- Aleksandra Kollontaj (1872–1952)
- Jekaterina Samoetsevitsj (1982)
- Nadezjda Tolokonnikova (1989)

## El Salvador
- Sara García Gross (1986)
- Morena Herrera (1959/1960)

## Saoedi-Arabië
- Rana Ahmad (1985)
- Samar Badawi (1981)
- Hatoun al-Fassi (1964)
- Loujain Al-Hathloul (1989)
- Wajeha al-Huwaider (1962/1963)
- Mansour al-Nogaidan (1971)
- Manal al-Sharif (1979)

## Servië
- Tanja Ostojić (1972)

## Spanje
- Abel Azcona (1988)
- Maria Teresa van Bourbon-Parma (1933–2020)
- Carolina Coronado (1820–1911)
- María Martínez Sierra (1874–1974))

### Catalonië
- Maria Aurèlia Capmany i Farnés (1918–1985)
- Federica Montseny (1905–1994)
- Montserrat Roig i Fransitorra (1946–1991)
- Teresa Claramunt (1862–1931)

## Suriname
- Carla Bakboord (1959)
- Betty Sabajo-Cederboom (????)
- Fidelia Graand-Galon (1959)
- Ilse Henar-Hewitt (1922–1996)
- Asha Mungra (????)
- Nadia Raveles (1951–2019)
- Sophie Redmond (1907–1955)
- Karin Refos (±1958)
- Astrid Roemer (1947)
- Nadia Tilon (1953)
- Twie Tjoa (1943)
- Dorothee Wong Loi Sing (1954)

## Syrië
- Rojda Felat (1980)
- Nazira Zain al-Din (1908–1976)

## Thailand
- Paveena Hongsakul (????)

## Tunesië
- Nadia El Fani (1960)
- Amina Tyler (1994)

## Turkije
- Ayşe Deniz Karacagil (1993–2017)
- Necile Tevfik (1911–1964)

## Verenigd Koninkrijk
- Jane Anger (16e eeuw)
- Mary Astell (1666–1731)
- Nancy Astor (1879–1964)
- Hertha Ayrton (1854–1923)
- Aphra Behn (1640–1689)
- Jeremy Bentham (1748–1832)
- Annie Besant (1847–1933)
- Elizabeth Blackwell (1821–1910)
- Mary Blathwayt (1879–1961)
- Vera Brittain (1893–1970)
- Josephine Butler (1828–1906)
- Anna Campbell (1991–2018)
- Margaret Cavendish (1623–1673)
- Dodie Clark (dodie) (1995)
- Maureen Colquhoun (1928–2021)
- Caroline Criado Perez (1984)
- Emily Davies (1830–1921)
- Emily Davison (1872–1913)
- Charlotte Despard (1844–1939)
- Emily Faithfull (1835–1895)
- Millicent Fawcett (1847–1929)
- Monica Felton (1906–1970)
- Elizabeth Garrett Anderson (1836–1917)
- Harriet Harman (1950)
- Alison Jaggar (1942)
- Sheila Jeffreys (1948)
- Louise Jopling (1843–1933)
- Annie Kenney (1879–1953)
- Shirley Manson (1966)
- Harriet Martineau (1802–1876)
- John Stuart Mill (1806–1873)
- Dora Montefiore (1851–1933)
- Elaine Morgan (1920–2013)
- Laura Mulvey (1941)
- Margaret Murray (1863–1963)
- Margaret Nevinson (1858–1932)
- Luke Newberry (1990)
- Christabel Pankhurst (1880–1958)
- Emmeline Pankhurst (1858–1928)
- Sylvia Pankhurst (1882–1960)
- Carole Pateman (1940)
- Emmeline Pethick-Lawrence (1867–1954)
- Anita Roddick (1942–2007)
- Maude Royden (1876–1956)
- Gita Sahgal (1956/1957)
- Aliyah Saleem (1989)
- Mary Sheepshanks (1872–1960)
- Steve Shirley (1933)
- Rose Sidgwick (1877–1918)
- Sophia Duleep Singh (1876–1948)
- Sam Smith (1992)
- Kate Smurthwaite (1975)
- Ethel Mary Smyth (1858–1944)
- Lady Henry Somerset (1851–1921)
- Kathleen Stock (1972)
- Mary Taylor (1817–1893)
- Dorothy Thurtle (1890–1973)
- Fay Weldon (1931–2023)
- Mary Wollstonecraft (1759–1797)
- Virginia Woolf (1882–1941)

## Verenigde Staten
- Sidney Abbott (1937–2015)
- Jane Addams (1860–1935)
- Etel Adnan (1925–2021)
- Dorothy Allison (1949)
- Susan B. Anthony (1820–1906)
- Ti-Grace Atkinson (1938)
- Jennifer Baumgardner (±1971)
- Mary Ritter Beard (1876–1958)
- Samantha Bee (1969)
- Barbara Bergmann (1927–2015)
- Elizabeth Blackwell (1821–1910)
- Amelia Bloomer (1818–1894)
- Wendy Brown (1955)
- Susan Brownmiller (1935)
- Kimberly Bryant (1967)
- Zsuzsanna Budapest (1940)
- Fanny Bullock Workman (1859–1925)
- Judith Butler (1956)
- Gretchen Carlson (1966)
- Rosalynn Carter (1927–2023)
- Carrie Chapman Catt 1859–1947)
- Ayoka Chenzira (1953)
- Judy Chicago (1939)
- Voltairine de Cleyre (1866–1912)
- ContraPoints (1988)
- Bernadette Cozart (1949–2009)
- Mary Daly (1928–2010)
- Angela Davis (1944)
- Ani Di Franco (1970)
- Matt Dillahunty (1969)
- Marjory Stoneman Douglas (1890–1998)
- Andrea Dworkin (1946–2005)
- Dossie Easton (1944)
- Jeanne Eder-Schwyzer (1894–1957)
- Mary Edwards Walker (1832–1919)
- Lindsay Ellis (1984)
- Mona Eltahawy (1967)
- Eve Ensler (1953)
- Lillian Faderman (1940)
- Susan Faludi (1959)
- Silvia Federici (1942)
- Amanda Filipacchi (1967)
- Shulamith Firestone (1945–2012)
- Elizabeth Gurley Flynn (1890–1964)
- Betty Ford (1918–2011)
- Evelyn Fox Keller (1936)
- Ani Di Franco (1970)
- Jo Freeman (1945)
- Marilyn French (1929–2009)
- Sophie Freud (1924–2022)
- Nancy Friday (1933–2017)
- Betty Friedan (1921–2006)
- Margaret Fuller (1810–1850)
- Kim Gandy (1954)
- Annie Laurie Gaylor (1955)
- Sally Miller Gearhart (1931–2021)
- Carol Gilligan (1936)
- Charlotte Perkins Gilman (1860–1935)
- Emma Goldman (1869–1940)
- Anna Adams Gordon (1853–1931)
- Sasha Grey (1988)
- Sarah Grimké (1792–1873)
- Clara Guthrie d'Arcis (1879–1937)
- Emily Hahn (1905–1997)
- Sarah Haider (1991)
- Fannie Lou Hamer (1917–1977)
- Donna Haraway (1944)
- Frances Harper (1825–1911)
- Riffat Hassan (1943)
- Louisine Havemeyer (1855–1929)
- Elizabeth Hawes (1903–1971)
- Phoebe Hearst (1842–1919)
- Anita Hill (1956)
- bell hooks (1952–2021)
- Emily Howland (1827–1929)
- Anna Howard Shaw (1847–1919)
- Harriot Hunt (1805–1875)
- Jane Hunt (1812–1889)
- Alison Jaggar (1942)
- Elizabeth Janeway (1913–2005)
- Erica Jong (1942)
- Kaahumanu (1768–1832)
- Coretta Scott King (1927–2006)
- Anne Koedt (1941)
- Peggy Kornegger (19??)
- Eva Kotchever (1891–1943)
- Mary Lasker (1900–1994)
- Ursula Le Guin (1929–2018)
- Lilly Ledbetter (1938–2024)
- Clara Lemlich (1886–1982)
- Ariel Levy (1974)
- Lisa Loeb (1968)
- Audre Lorde (1934–1992)
- Linda Lovelace (1949–2002)
- Margaret Maltby (1860–1944)
- Inez Milholland (1886–1916)
- Kate Millett (1934–2017)
- Lucretia Mott (1793–1880)
- Frances Northcutt (1943)
- Robyn Ochs (1958)
- Sharon Olds (1942)
- Tillie Olsen (1912–2007)
- Mary White Ovington (1865–1951)
- Elizabeth Packard (1816-1897)
- Pat Parker (1944–1989)
- Alice Paul (1885–1977)
- Marge Piercy (1936)
- Princess Nokia (1992)
- Aron Ra (1962)
- Adrienne Rich (1929–2012)
- Faith Ringgold (1930)
- Eleanor Roosevelt (1884–1962)
- Ernestine Rose (1810–1892)
- Lillian Rubin (1924–2014)
- Kathy Rudy (????)
- Joanna Russ (1937–2011)
- Margaret Sanger (1879–1966)
- Pamela Sargent (1948)
- Anita Sarkeesian (1984)
- Elisabeth Schüssler Fiorenza (1938)
- Eve Kosofsky Sedgwick (1950–2009)
- May Wright Sewall (1844–1920)
- Martha Shelley (1943)
- Maria Shriver (1955)
- Eleanor Smeal (1939)
- Andrea Smith (1966)
- Valerie Solanas (1936–1988)
- Susan Sontag (1933–2004)
- Amia Srinivasan (1984)
- Elizabeth Cady Stanton (1815–1902)
- Susan Leigh Star (1954–2010)
- Starhawk (1951)
- Gloria Steinem (1934)
- Merlin Stone (1931–2011)
- Leora Tanenbaum (1969)
- Tristan Taormino (1971)
- J. Ann Tickner (1937)
- Sojourner Truth (±1797–1883)
- Ana Lydia Vega (1946)
- Amina Wadud (1952)
- Madam C. J. Walker (1867–1919)
- Rebecca Walker (1969)
- Dr. Ruth (1928)
- Gloria Jean Watkins (1952–2021)
- Lindy West (1982)
- Frances Willard (1839–1898)
- Ellen Willis (1941–2006)
- Alice Ames Winter (1865–1944)
- Naomi Wolf (1962)
- Victoria Woodhull (1838–1927)
- Brianna Wu (1977)
- Natalie Wynn (1988)
- Cathy Young (1963)
- Iris Marion Young (1949–2006)
- Helen Zia (1952)
- Bonnie Zimmerman (1947)

## Zuid-Afrika
- Tania Leon (1945–1996)
- Elizabeth Maria Molteno (1852–1920)
- Olive Schreiner (1855–1920)

## Zweden
- Carl Jonas Love Almqvist (1793–1866)
- Gertrud Almqvist (1793–1866)
- Elfrida Andrée (1841–1929)
- Andrea Andreen (1888–1972)
- Sophia Elisabet Brenner (1659–1730)
- Ellen Key (1849–1926)
- Anne Charlotte Leffler (1849–1892)
- Erika Lust (1977)

## Zwitserland
- Marie Adam-Doerrer (1838–1908)
- Sophie Arnold-Zurbrügg (1856–1939)
- Hulda Autenrieth-Gander (1913–2006)
- Alma Bacciarini (1921–2007)
- Monique Bauer-Lagier (1922–2006)
- Lina Beck-Meyenberger (1892–1988)
- Lydia Benz-Burger (1919–2008)
- Emilie Benz (1863–1928)
- Jacqueline Berenstein-Wavre (1921–2021)
- Denise Berthoud (1916–2005)
- Elisabeth Binz-Winiger (1890–1981)
- Hedwig Bleuler-Waser (1869–1940)
- Emmi Bloch (1887–1978)
- Jeanne-Marie de Boccard (1922)
- Marie Boehlen (1911–1999)
- Margrit Bohren-Hoerni (1917–1995)
- Ines Bolla (1886–1953)
- Beatrice Bölsterli-Ambühl (1917–1992)
- Emma Boos-Jegher (1857–1932)
- Hilde Vérène Borsinger (1897–1986)
- Lisel Bruggmann (1900–1973)
- Perle Bugnion-Secrétan (1909–2004)
- Elsa Buol (1892–1920)
- Emilie Burckhardt-Burckhardt (1852–1909)
- Clara Büttiker (1886–1967)
- Henriette Cartier (1902–1994)
- Betsy Cellérier (1822–1881)
- Pauline Chaponnière-Chaix (1850–1934)
- Simone Chapuis-Bischof (1931)
- Alix Choisy-Necker (1902–1979)
- Athénaïs Clément (1869–1935)
- Emma Coradi-Stahl (1846–1912)
- Verena Conzett (1861–1947)
- Agnes Debrit-Vogel (1892–1974)
- Vera Dreyfus-de Gunzburg (1898–1972)
- Marie Dübi-Baumann (1879–1954)
- Helen Dünner (1899–1985)
- Marguerite Duvillard-Chavannes (1851–1925)
- Jeanne Eder-Schwyzer (1894–1957)
- Marguerite Evard (1880–1950)
- Margarethe Faas-Hardegger (1882–1963)
- Caroline Farner (1842–1913)
- Maria Felchlin (1899–1987)
- Elisabeth Flühmann (1851–1929)
- Hélène Gautier-Pictet (1888–1973)
- Hélène de Gingins (1828–1905)
- Marthe Gosteli (1917–2017)
- Marie de Gottrau-von Wattenwyl (1860–1910)
- Émilie Gourd (1879–1946)
- Emma Graf (1865–1926)
- Clara Guthrie d'Arcis (1879–1937)
- Klara Honegger (1860–1940)
- Marie Humbert-Droz (1819–1888)
- Nanette Kalenbach-Schröter (1831–1917)
- Anna Keller (1879–1962)
- Emilie Kempin-Spyri (1853–1901)
- Emilie Lasserre (1849–1927)
- Anna Mackenroth (1861–1936)
- Marta von Meyenburg (1882–1972)
- Mentona Moser (1874–1971)
- Helene von Mülinen (1850–1924)
- Albertine Necker de Saussure (1766–1841)
- Rosette Niederer-Kasthofer (1779–1857)
- Adèle Pestalozzi (1864–1933)
- Mina Pfyffer (1874–1955)
- Alice Rivaz (1901–1998)
- Iris von Roten (1917–1990)
- Ludomila Scheiwiler-von Schreyder (1888–1980)
- Jeanne Schwyzer-Vogel (1870–1944)
- Eva Segmüller (1932)
- Ida Somazzi (1882–1963)
- Liselotte Spreng (1912–1992)
- Ida Sträuli-Knüsli (1847–1918)
- Julie Studer-Steinhäuslein (1853–1924)
- Camille Vidart (1854–1930)
- Jeanne Vuilliomenet-Challandes (1870–1938)
- Eliza von Wattenwyl-de Portes (1812–1914)
- Alice Wiblé (1895–1967)
- Gertrud Woker (1878–1968)
- Susanna Woodtli (1920–2019)
- Josephine Zehnder-Stadlin (1806–1875)
- Else Züblin-Spiller (1881–1948)